# NGC 230
NGC 230 è una galassia a spirale vista di taglio situata nella costellazione della Balena.

## Descrizione
La galassia ha una classe di luminosità I. Sono inoltre presenti anche regioni di idrogeno ionizzato.

## Scoperta
NGC 230 è stata scoperta nel 1886 dall'astronomo americano Francis Leavenworth.